# 法国军衔

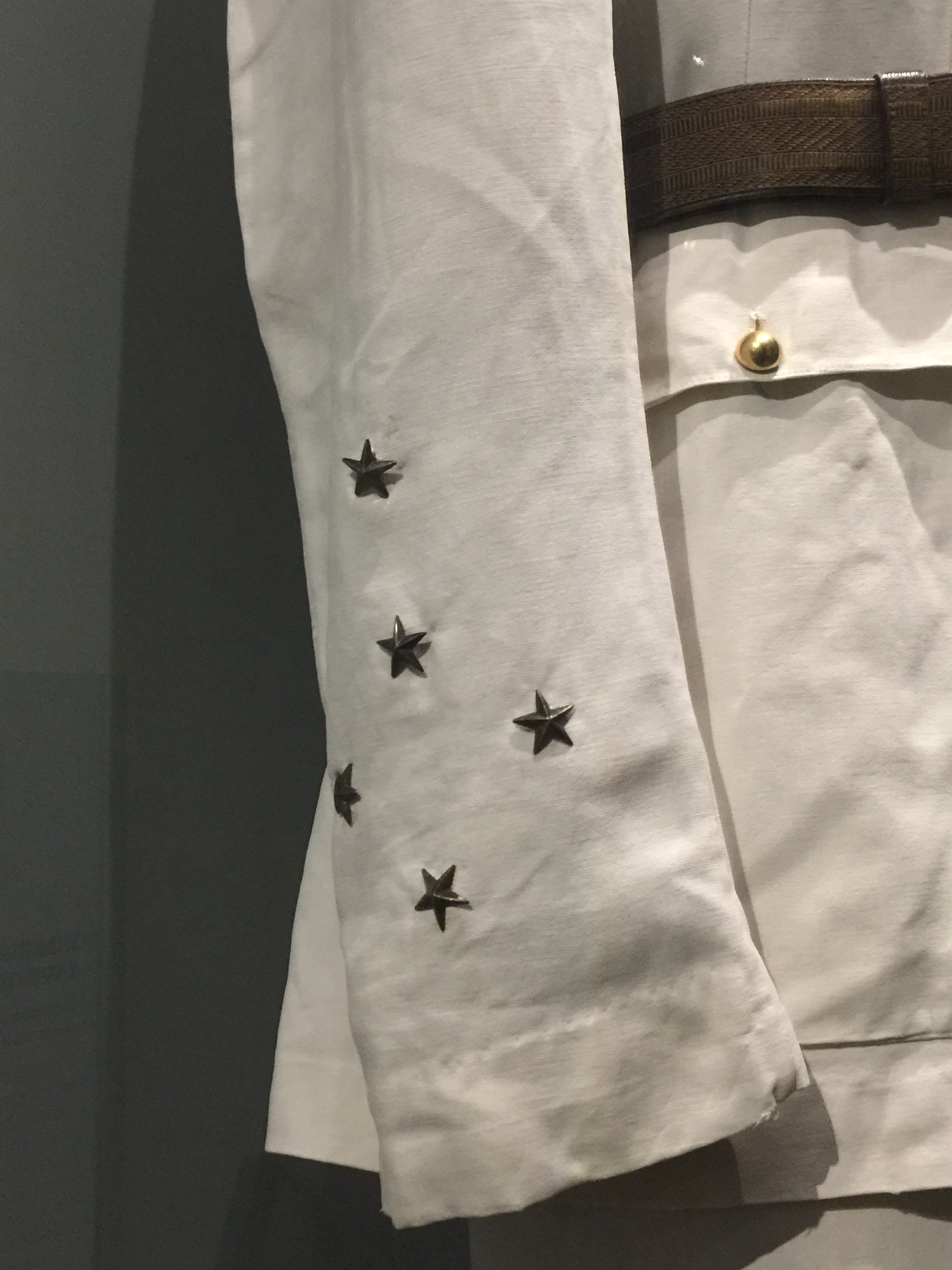
上将（Général d'armée）：法国军队中的最高军衔。

法国军队（包括空军及太空部队、陆军、国家海军、国家宪兵队、支援服务队和多兵种联合部队）及其附属单位所采用的军衔等级体系，均遵照《法国士兵基本条例》（Statut général des militaires français）制定，从法律层面来看是完全相同的体系。只有各等级的称谓和徽章，会根据军队、军种，或是所使用的武器的区别而有所不同。
消防员（志愿者或职业消防员）虽然不是军人，但也采用与陆军相似的等级头衔和徽章制度。
林务员和环境部公务员在 1945 年后不再拥有军人身份，但仍然保留了从林务队继承下来的类似的军衔徽章，海关官员也拥有传承自军事海关的类似等级制度。虽然这些等级传承自以往的军队，但如今需要遵守《国家公务员等级制度》的规范。随着时间的推移，各等级的称谓已经与以往大有不同。

## 基础军衔等级
基础军衔的等级主要分为四个级别：士兵（Militaire du rang）、军士（Sous-officier）或海军军官（Officier marinier）、军官（Officier）、元帅（Maréchal）或海军上将（Amiral）。
| 法国军队的军衔等级                 | 法国军队的军衔等级                                                                           | 法国军队的军衔等级 |
| 法文原文                           | 法文原文                                                                                     | 汉语参考           |
| 海军                               | 陆军 空军及太空部队 国家宪兵队                                                               |                    |
| 将官（）                           | 将官（）                                                                                     | 将官（）           |
| ---------------------------------- | -------------------------------------------------------------------------------------------- | ------------------ |
| Amiral                             | Général d'armée (aérienne)                                                                   | 上将               |
| Vice-amiral d'escadre              | Général de corps d'armée (de corps aérien)                                                   | 中将               |
| Vice-amiral                        | Général de division (aérienne)                                                               | 少将               |
| Contre-amiral                      | Général de brigade (aérienne)                                                                | 准将               |
| 校官（Officiers supérieurs）                           |                                                                                              |                    |
| Capitaine de vaisseau              | Colonel                                                                                      | 上校               |
| Capitaine de frégate               | Lieutenant-colonel                                                                           | 中校               |
| Capitaine de corvette              | Commandant / Chef d'escadron / Chef d'escadrons / chef de bataillon                          | 少校               |
| 尉官（Officiers subalternes）                           |                                                                                              |                    |
| Lieutenant de vaisseau             | Capitaine                                                                                    | 上尉               |
| Enseigne de vaisseau 1             | Lieutenant                                                                                   | 中尉               |
| Enseigne de vaisseau 2             | Sous-lieutenant                                                                              | 少尉               |
| Aspirant                           | Aspirant                                                                                     | 准尉               |
| 军士及海军校官（Sous-officiers et officiers mariniers supérieurs）                 |                                                                                              |                    |
| Major                              | Major                                                                                        | 军士长             |
| Maître principal                   | Adjudant-chef                                                                                | 军士长             |
| Premier maître                     | Adjudant                                                                                     | 军士               |
| 军士及海军尉官（Sous-officiers et officiers mariniers subalternes）                 |                                                                                              |                    |
| Maître                             | Sergent-chef / Maréchal des logis-chef                                                       | 上士               |
|                                    | Gendarme                                                                                     | 宪兵               |
| Second maître                      | Sergent / Maréchal des logis                                                                 | 中士               |
| 士兵（Militaires du rang）                           |                                                                                              |                    |
| Quartier-maître de première classe | Caporal-chef / Brigadier-chef                                                                | 下士长             |
| Quartier maître 2                  | Caporal / Brigadier                                                                          | 下士               |
| Matelot Mousse                     | Première classe / Gendarme adjoint 1re classe Soldat / Aviateur / Gendarme adjoint 2e classe | 列兵               |
| Para-marin                         | Para-soldat /Para-aviateur                                                                   | 预备役             |

## 元帅（）和海军上将（Amiral）

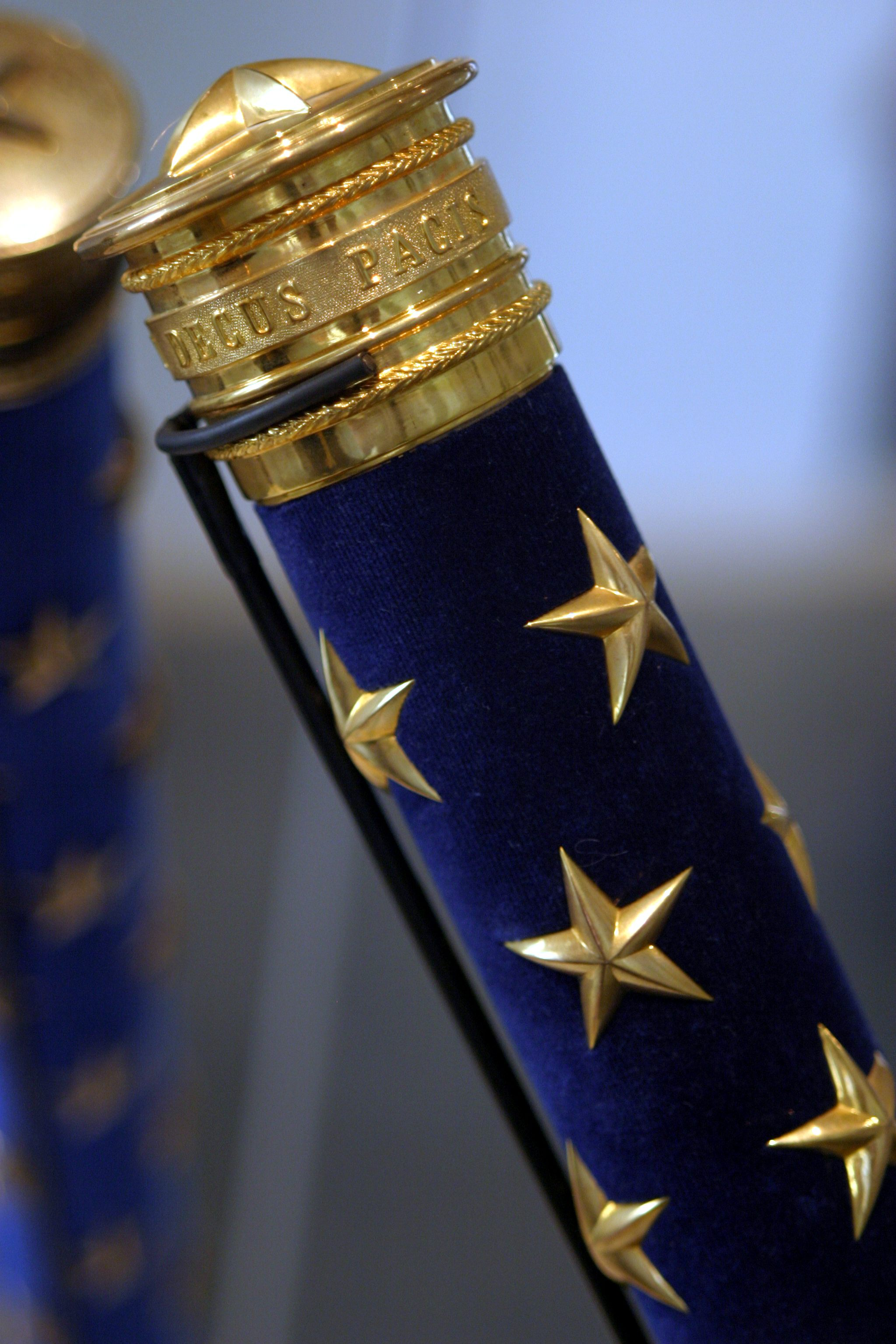
法国元帅的权杖

海军上将头衔在十九世纪期间曾多次被取消又被恢复，直至第一次世界大战期间最后一次被恢复并被保留至今。
- 法国元帅的肩章
- 法国海军上将的肩章

法国最近的四位元帅分别是：玛丽-皮埃尔·柯尼希(1898-1970)，1984 年追授，是法国最后一位被追授元帅头衔的军官。 阿尔方斯·朱安 (1888-1967)，1952 年晋升为元帅，是法国最后一位在世时被授予元帅头衔的军官。让·德·拉特尔·德·塔西尼 (1889-1952) 和菲利普·勒克萊爾 (1902-1947)，两人于1952年同年被追授为元帅。
法国最后一位海军上将是 1869 年晋升的的弗朗索瓦·托马斯·特雷胡尔（François Thomas Tréhouart）(1798-1873)。

### 元帅的标志
除了制服肩章上的七颗星星，还有一根镶满星星的蓝色天鹅绒权杖，上面写有 ：“  ”（战争中的恐怖，和平中的装饰）。元帅制服的纽扣上也装饰有两根交叉的权杖，上扎有丝带，周围有桂冠环绕。

### 元帅的意义
元帅不是军衔等级，而是荣誉头衔。
元帅的头衔只能授予在战役中负责指挥并最终获胜的将官 。

## 医务队 (Service de santé des armées - SSA)

### 医生、药剂师、牙科医生、兽医和医院实习医师
医务队由五种军职人员组成 ：
- 军区医院实习医师 ;
- 军队医生 ;
- 军队药剂师 ;
- 军队兽医 ;
- 军队牙医。

与一般军衔等级相对应，医务队拥有以下等级
- 将官 ：
  - 高级将官：医生、药剂师、牙医 / 兽医
  - 将官：医生、药剂师、牙医 / 兽医

以下称谓及肩章在医生、药剂师、牙医和兽医间通用：
- 担任管理、指挥或检查工作的高级将官或将官医师/药剂师/牙科医生/兽医，会佩戴 2 至 4 颗星星以表明军衔等级 ：
  -  上将
  -  检察长（Général inspecteur）
  -  将官
- 军官 :
  -  四级以上主任（Chef à partir du 4e échelon）
  -  主任
  -  主医师 （Médecin principale）
  -  医师
  -  实习医师（Interne）
- 学员 :
  -  准尉
  -  军士学员（Elève-officier）

#### 肩章图案及颜色
如上图所示，医生和外科医生肩章为“ 金色条纹、深红色镶边 ”。徽章为，由橡木和月桂树、黄金制成的半皇冠，中间放有阿斯克勒庇俄斯之杖。
药剂师的肩章为“ 金色条纹、绿色镶边 ”。徽章为，由橡木和月桂树、黄金制成的半皇冠，中间放有阿斯克勒庇俄斯之杖。
牙医的肩章为“ 金色条纹、玫红色镶边 ”。徽章为，由橡木和月桂树、黄金制成的半皇冠，中间放有阿斯克勒庇俄斯之杖。
穿迷彩服或陆军制服的兽医的肩章为“ 银色条纹、石榴石色镶边 ”。徽章为银色鼠尾草桂冠。
穿着联合部队制服的兽医的简章为“ 金色条纹、石榴石色天镶边 ”。徽章为金色鼠尾草桂冠。

### 军队护士和军队医院技术人员（MITHA）
军队护士和军队医院技术人员(MITHA) 是辅助医疗和外围医疗人员，其地位为医疗体系公务员，但同时业拥有军人身份。
MITHA 的等级制度与基础军衔等级不同，但仍然会佩戴与基础军衔等级相同的简章，以便其他部队分辨他们的义务和权力 。
简章为金色条纹，白色镶边，以区别于普通军官的红色镶边。徽章为由橡木和月桂树、黄金制成的半皇冠，中间放有阿斯克勒庇俄斯之杖，下有医疗机构目前正在使用的蓝色刀鞘。
2005 年之前，肩章为蓝色条纹，金色或银色镶边。